# Gabarnaudia
Gabarnaudia — рід грибів родини Ceratocystidaceae. Назва вперше опублікована 1974 року.

## Класифікація
До роду Gabarnaudia відносять 5 видів:
- Gabarnaudia betae
- Gabarnaudia cucumeris
- Gabarnaudia fimicola
- Gabarnaudia humicola
- Gabarnaudia tholispora